# Masayuki Imai

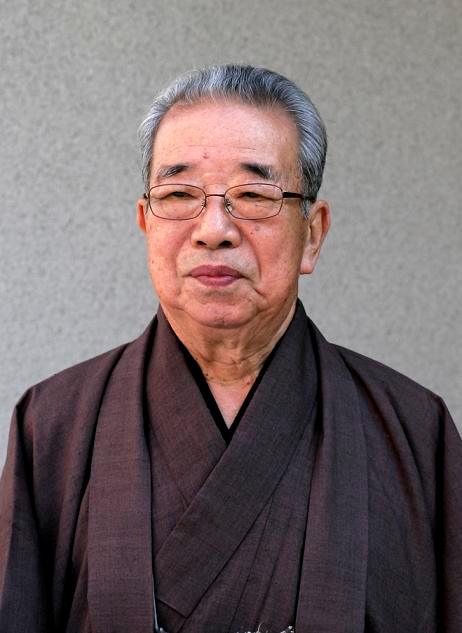
Masayuki Imai

Masayuki Imai (japanisch 今井 政之; geb. 25. Dezember 1930 in Osaka; gest. 6. März 2023 in Kyoto) war ein japanischer Kunsthandwerker.

## Leben und Werk
Masayuki Imai begann 1947 mit der Töpferarbeit. Ab 1953 konnte er sich unter Kusube Yoichi (楠部 彌弌; 1897–1984) weiterbilden. Imai gehörte zu den Gründern der Künstlergemeinschaft „Seitō-kai“( 青陶会). 1959 und 1963 wurde er auf der Ausstellungsreihe der „Nitten“ mit dem Hokuto-Preis (北斗賞) ausgezeichnet. 1989 gründete er die „Sōkō-kai“ (創工会)1999 gewann er mit der „Keramik mit zwei Krebsen“ (赫窯雙蟹, Kakuyō sōkai) den Preis der Akademie der Künste. Im selben Jahr wurde er Geschäftsführer der Nitten. 2008 wurde er Mitglied der Akademie der Künste. 
Imai entwickelte eine eigene, 苔泥彩 genannte Art der Farbdekoration. 
2011 wurde Imai als Person mit besonderen kulturellen Verdiensten geehrt und 2018 mit dem Kulturorden ausgezeichnet.